# Francesco Colonna

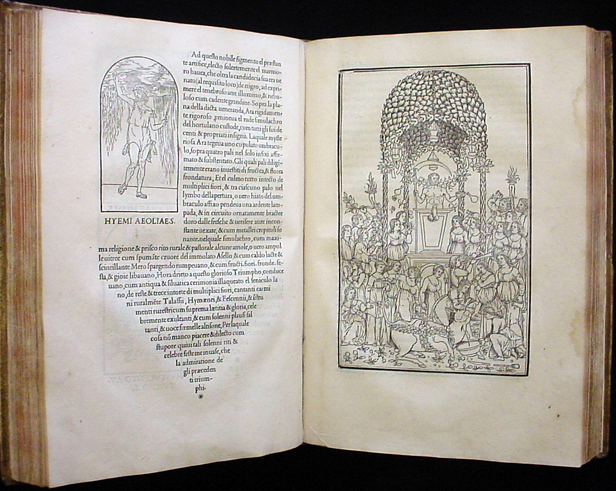
"Hypnerotomachia Poliphili"

Francesco Colonna (1433/1434 à 1527) foi um padre e monge dominicano italiano creditado como autor da "Hypnerotomachia Poliphili" por conta de um acróstico no texto.

## História
Francesco viveu em Veneza e pregou na Basílica de São Marcos. Além da "Hypnerotomachia Poliphili", definitivamente escreveu um poema épico chamado "Delfili Somnium" ("Sonho de Delfilo"), só publicado em 1959. Colonna passou parte de sua vida no mosteiro de San Giovanni e Paolo, mas aparentemente o mosteiro não era dos mais autores de Colonna conseguiu permissão para viver fora dos muros.